# Моделювання процесу зневоднення фільтруванням
Моделювання процесу зневоднення фільтруванням

## Факторна модель процесу фільтрування (вакуум-фільтр)

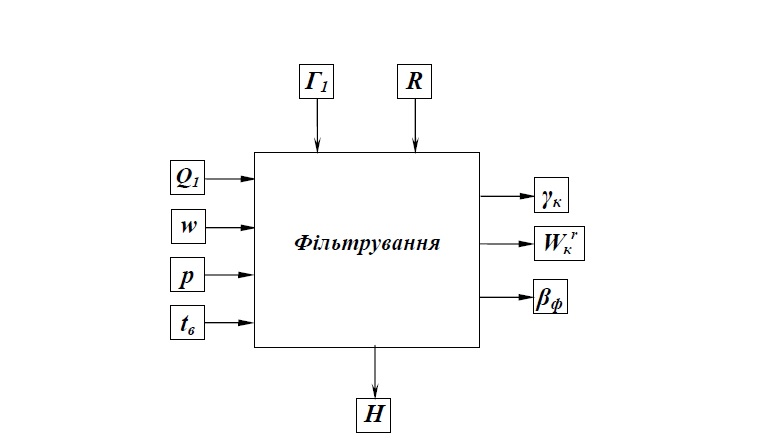
Факторна модель процесу фільтрування

Вхідними факторами процесу фільтрування є (рис. ): характеристики вихідної сировини, зокрема, гранулометричний склад вихідного
матеріалу (Г1), об’ємне навантаження на операцію (Q1), вакуум і тиск повітря (w, p).
Вихідні фактори: вихід і вологість кеку (γк , Wкr), вміст твердої фази у фільтраті (βф). Проміжним фактором можна розглядати рівень пульпи у ванні вакуум-фільтра (Н).
Основними оперативними керуючими факторами процесу фільтрування є об’ємне навантаження на операцію (Q1), вакуум і тиск повітря (w, p), швидкість руху фільтрувальної поверхні (час її перебування під вакуумом, tв).
Фактори, які збурюють процес: гранулометричний склад (Г1) вихідної сировини, розрідження пульпи (R). Крім того, можлива зміна фізико-хімічних характеристик твердої фази, що може суттєво вплинути на процес.
Важливими конструктивними характеристиками вакуум-фільтрів, які впливають на процес і його результати, є: конструкція вакуум-фільтра, площа фільтрувальної поверхні.
Розглянемо вплив цих факторів на процес фільтрування.
Зі збільшенням густини пульпи продуктивність вакуум-фільтрів збільшується. Однак при фільтруванні мулистих шламів підвищення густини пульпи до підвищення продуктивності не приводить.
Найбільш сприятливий за гранулометричним складом флотаційний концентрат коксівного вугілля містить від 20 до 40 % класу –0,06 мм. При вмісту класу –0,06 мм менше вказаної норми збільшується розшарування пульпи за крупністю у ванні фільтра і погіршується процес фільтрування. При збільшенні вмісту класу –0,06 мм у пульпі (особливо якщо він перевищує 50 %) продуктивність фільтру зменшується, а вологість осаду збільшується. На ефективність роботи вакуум-фільтрів суттєво впливає розшарування матеріалу у ванні за крупністю.
Одночасно зі зміною гранулометричного складу по висоті шару пульпи у ванні вакуум-фільтру змінюється вміст твердого. Якщо у переливі він становить 250 кг/м3, то на дні ванни – 500 кг/м3, тобто у 2 рази вище, ніж у верхніх шарах пульпи.
На продуктивність вакуум-фільтрів істотно впливає зольність тонких класів (–0,06 мм) у флотоконцентраті, що надходить на фільтрування. Присутність глинистих частинок приводить до створення щільних осадів з малою проникністю, зниження швидкості фільтрування і забивання фільтрувальної поверхні. Додання (до 40 %) зернистого шламу крупністю 0,3 – 0,4 мм при фільтруванні тонких флотаційних концентратів є одним з методів покращення процесу фільтрування, так як збільшує пористість шару сипкого матеріалу. Продуктивність вакуум-фільтрів збільшується в 1,5 рази при флокуляції флотаційного концентрату перед фільтруванням. Крім того, при цьому полегшується віддувка осаду і знижується вміст твердого у фільтраті до 10 – 20 кг/м3 (без флокуляції 30 – 40 кг/м3). Однак при флокуляції пульпи вологість осаду збільшується.
Вакуум впливає на продуктивність фільтру і вологість осаду: зі збільшенням вакууму питома продуктивність збільшується, а вологість осаду зменшується. Раціональні межі вакууму – не менше 60 – 67 кПа.
Тиск стисненого повітря при віддувці не повинен перевищувати 50 кПа для запобігання пориву фільтрувальної тканини. Найбільший
ефект при розвантаженні шару осаду (коржа) дає віддувка тривалістю 2–4 с.
Частота обертання дисків впливає на продуктивність вакуум-фільтру і вологість осаду: зі збільшенням частоти обертання продуктивність і вологість осаду збільшуються. Оптимальна частота обертання дисків встановлюється експериментально у залежності від гранулометричного складу твердої фази. До аналогічних результатів приводить збільшення швидкості руху стрічки стрічкових вакуум-фільтрів.
Зниження рівня пульпи у ванні приводить до зменшення товщини осаду, погіршення віддувки і, отже, до зменшення продуктивності вакуум-фільтра. Рівень пульпи необхідно підтримувати постійним автоматично або циркуляцією 5 – 10 % пульпи через перелив з ванни.
Стрічкові фільтри менш чутливі до зміни гранулометричного складу вихідної пульпи, але вимагають попереднього згущення до 600 кг/м3 і більше.

## Феноменологічна модель фільтрації (вакуум-фільтр)
- Субпроцес 1 «Набирання осаду і фільтрування води». Під дією вакууму в ванні фільтру на фільтрувальну поверхню з пульпи осаджується тверда фаза і з неї відсмоктується вода (фільтрат).
- Субпроцес 2 «Просушування осаду». Фільтрувальна поверхня виходить із пульпи і з осаду (кеку) під дією вакууму відсмоктується остаточна волога.
- Субпроцес 3 «Віддувка осаду». Для відділення кеку від фільтрувальної поверхні під неї подається стиснене повітря.
- Субпроцес 4 «Вивантаження продуктів фільтрування». Вивантаження кеку здійснюється його віддувкою стисненим повітрям і зняттям шкребками. Фільтрат проходить крізь шар осаду, отвори фільтрувальної тканини і через канали полого вала фільтру і потрапляє в розподільну головку, далі у ресивер.